# Xyphosia miliaria
Xyphosia miliaria ist eine Fliege aus der Familie der Bohrfliegen (Tephritidae).

## Merkmale
Die Fliegen erreichen eine Körperlänge von 5,0 bis 8,0 Millimetern. Der Thorax und der Hinterleib sind gelblich gefärbt, das Mesonotum ist länger als breit. Die Thorakalschüppchen überragen die Flügelschüppchen, die hinteren zwei Orbitalborsten zeigen zur Mittellinie. Die Backen sind ungefähr so hoch wie die Breite des letzten Fühlergliedes. Die Flügel sind mit einer markanten Netzzeichnung versehen, die an der Spitze und den beiden Queradern verdunkelt ist.

## Vorkommen und Lebensweise
Die Tiere kommen in ganz Europa vor, und weiter östlich bis zum Altaigebirge. Die Imagines fliegen von Mai bis Juli und halten sich auf Disteln auf, in deren Blütenständen sich die Larven entwickeln.

## Belege